# Mostra multimediale immersiva

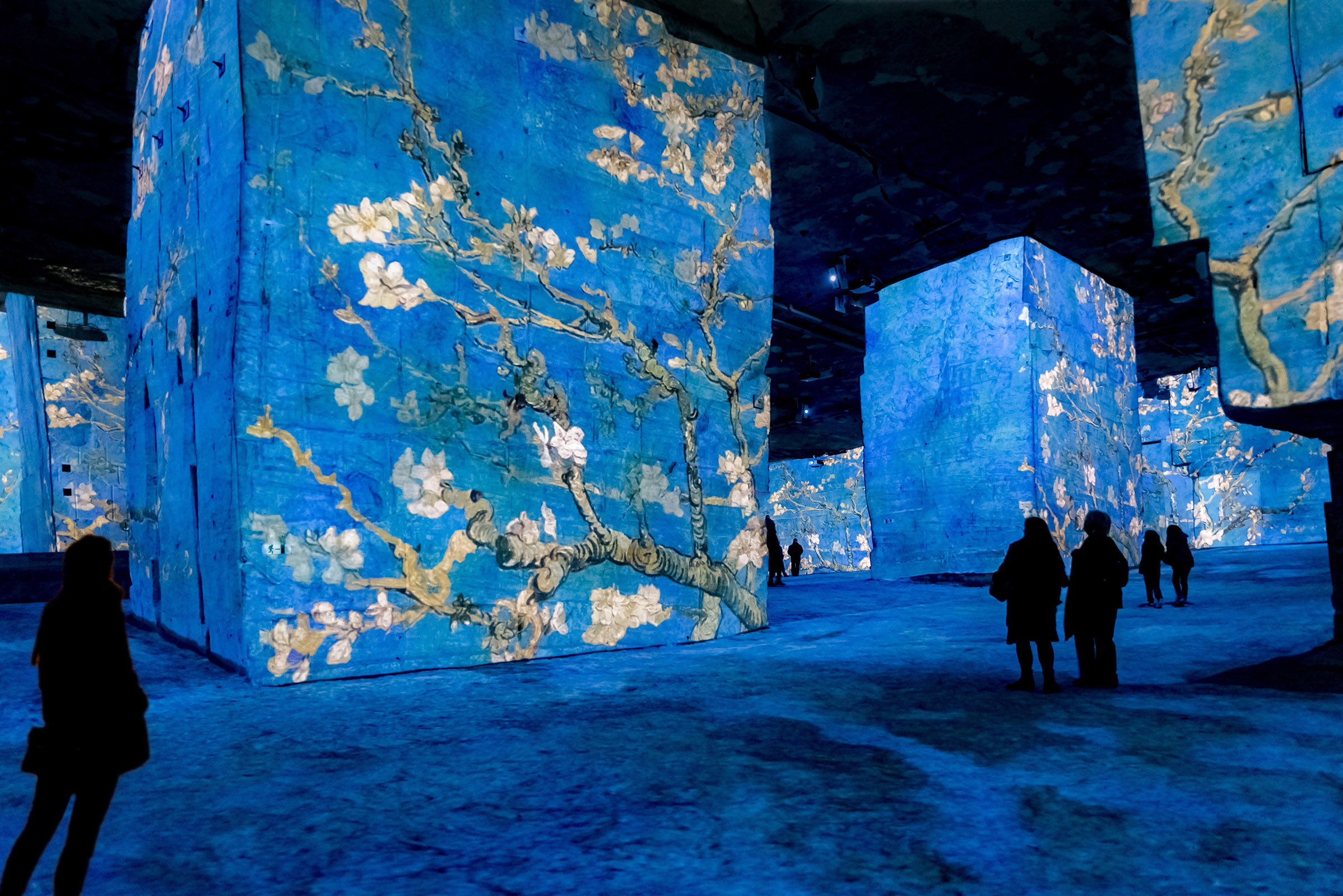
Van Gogh, La nuit étoilée presso Carrières des Lumières, Les Baux de Provence, France, 2019

La mostra multimediale immersiva è un format di esposizione museale il cui processo di esibizione dell'arte si basa sulla sostituzione del manufatto artistico con la sua immagine digitale, manipolata e resa disponibile attraverso molteplici tecnologie di carattere percettivo e partecipativo.
Sviluppatasi a partire dal secondo decennio del XXI secolo, la mostra digitale immersiva nasce inizialmente con l'intento di dare vita a "mostre-evento" incentrate sulla produzione di artisti dal nome molto riconoscibile (Leonardo da Vinci, Caravaggio, Claude Monet, Vincent van Gogh, Gustav Klimt, Renè Magritte, Salvado Dalì, Banksy). Tuttavia, il successo di pubblico riscontrato durante le prime manifestazioni ha indotto diversi soggetti a produrre mostre immersive veicolanti altri tipi di contenuti: alcuni esempi in Italia sono la mostra del 2016 Uffizi Virtual Experience che espone una selezione delle migliori opere appartenenti alla collezione degli Galleria degli Uffizi, la mostra Bologna Experience  del 2017, spettacolo interattivo volto a raccontare la città di Bologna non solo in ottica storica ma anche presente e futura, e la mostra progettata nel 2021 Castello di Gallipoli - Un mare di storie. Un viaggio experience che, attraverso l'incontro virtuale con tre figure storiche (Francesco di Giorgio Martini, Jakob Philipp Hackert e Caterina II) e una sala immersiva, si propone di narrare la storia dell'epoca d'oro di Gallipoli.
La legittimità di questa modalità espositiva è molto discussa all’interno del mondo dell’arte. Rispetto alle mostre basate su opere di arte digitale, sovente finalizzate a sollecitare nello spettatore una riflessione sulla rappresentazione mediatica, una mostra experience tout court digitalizza qualcosa che nasce con una forma diversa, smaterializza il materiale, producendo effetti indagati da discipline quali la semiotica dei media e l’estetica.

## Storia

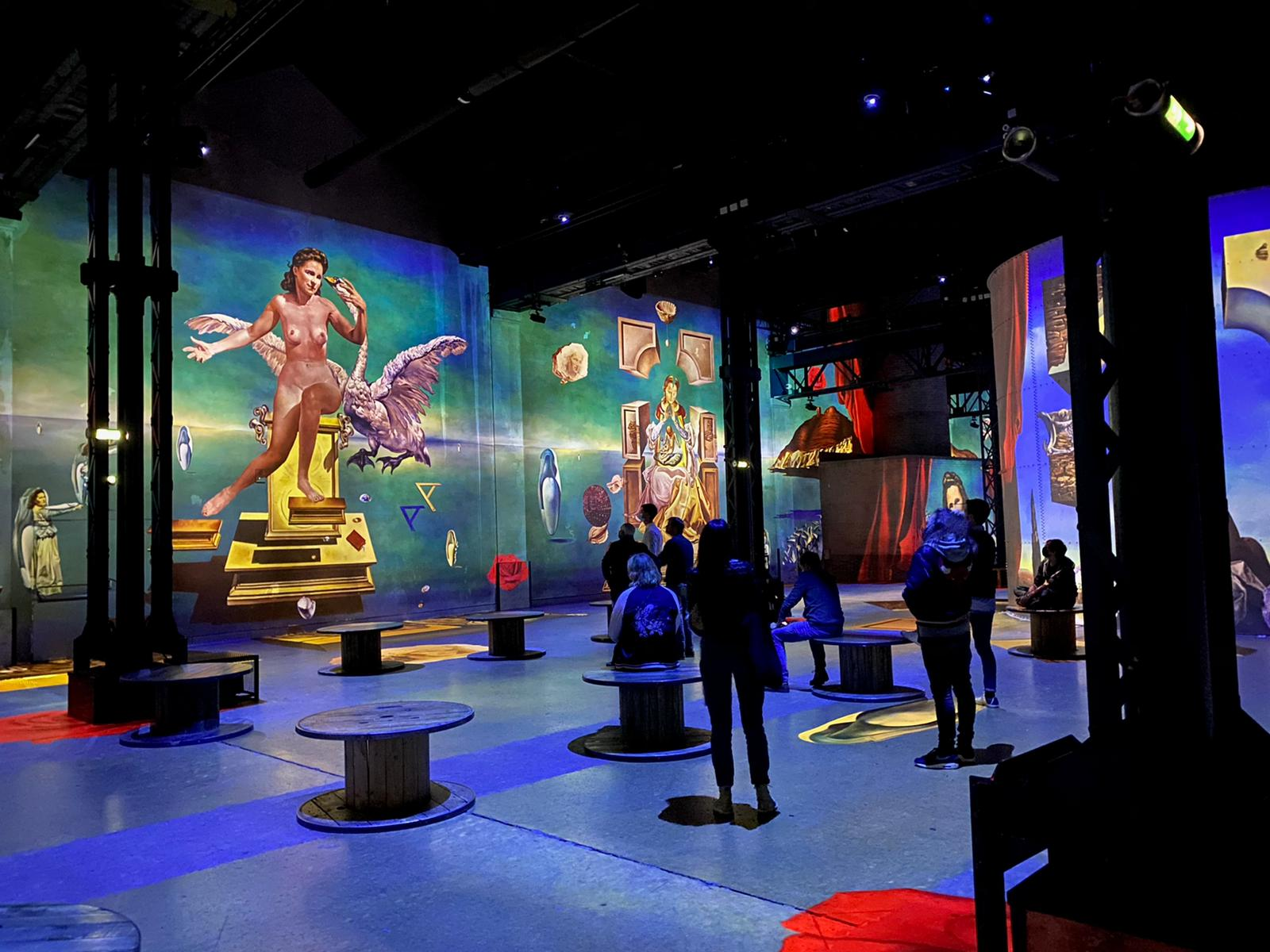
Dalí, the endless enigma presso Atelier des Lumiéres, Paris, France, 2021

Questo format espositivo si sviluppa conseguentemente agli effetti della digital tranformation e ne incarna le caratteristiche fondamentali: applicazione di tecnologie digitali al fine di erogare servizi e far vivere esperienze, trovare, elaborare e rendere accessibili grandi quantità di contenuti indipendentemente dalla disponibilità di risorse (umane, materiali, intellettuali ed economiche, ecc.), creare nuove connessioni tra persone, luoghi e cose.
La nascita della mostra multimediale si pone come punto di incontro tra due diversi percorsi. Da una parte, l’introduzione di tecnologie digitali all’interno dei musei come supporto alla normale fruizione dei manufatti artistici, avvenuta progressivamente a partire dalla seconda metà del XX secolo; dall’altra parte lo sviluppo della digital art come forma di espressione artistica autonoma.
L’avvento della mostra immersiva ‒ composta da opere materiali di artisti noti, digitalizzate e riprodotte su supporti ‒ si è avuto con la mostra Van Gogh Alive progettata nel 2010 dalla società australiana Grande Exhibitions. Il successo mondiale di Van Gogh Alive ha spinto diverse società a replicarne la proposta così che, nel giro di cinque anni, le mostre digitali hanno raggiunto piena legittimazione e diffusione.

## Descrizione

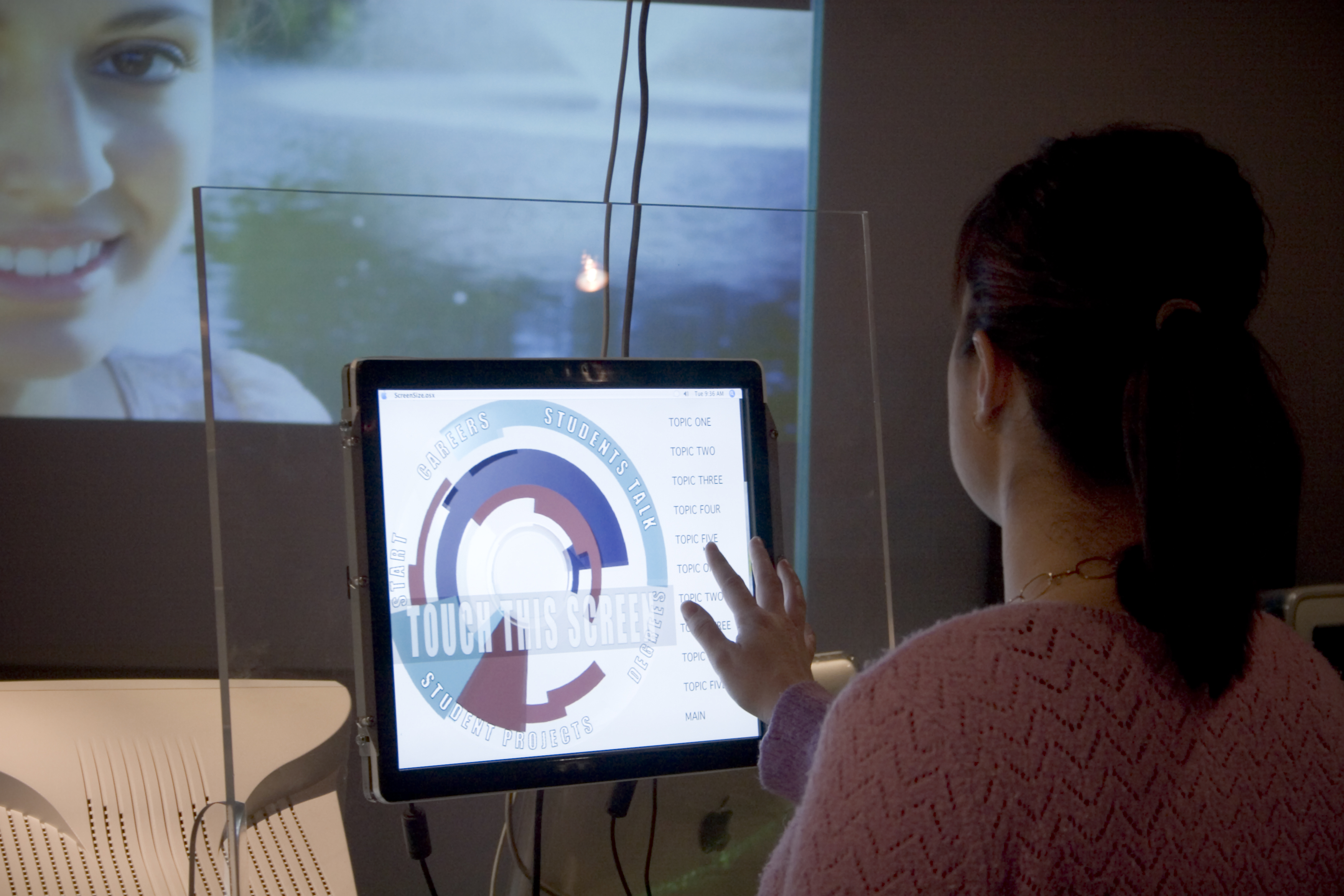
Esempio di monitor touch screen

Sistematizzare la disciplina come fosse una materia esatta è molto complesso, a partire dal fatto che non esiste un nome univoco che la definisca ma, a seconda del documento che si consulta, si possono osservare locuzioni come “mostra immersiva”, “mostra virtuale”, “mostra multimediale” o “mostra experience”. Inoltre, non è possibile costruire un modello unico che riassuma le caratteristiche di tutte le mostre progettate poiché, a seconda dello spazio espositivo, delle esigenze, della disponibilità economica e della direzione artistica, ogni evento si caratterizza come una commistione unica di tecnologie multiple.
Ciò che contraddistingue un’esperienza d’arte immersiva è l’utilizzo di installazioni luminose, proiezioni monumentali e sound design al fine di avvolgere lo spettatore in un ambiente multisensoriale che abbatta le barriere dello sguardo frontale, tipico della fruizione museale.

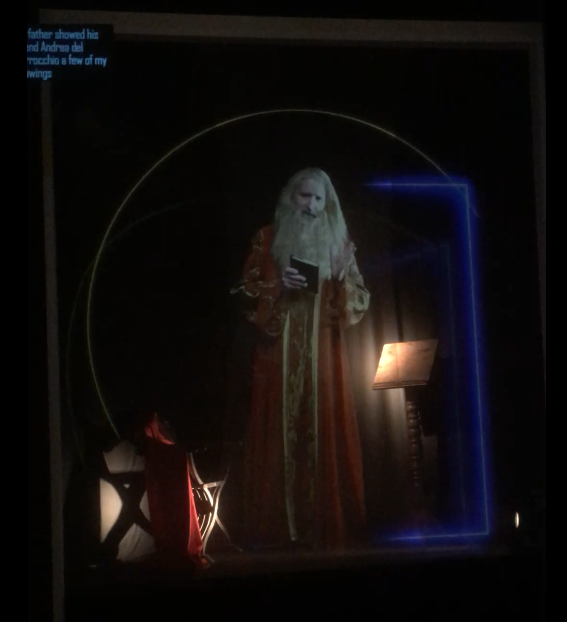
Ologramma di Leonardo Da Vinci, Da Vinci 3D presso Fabbrica del Vapore, Milano, 2020

I quattro componenti base dell’Art Experience sono:
- lo spazio, inteso come percorso espositivo che lo spettatore dovrà seguire dall’ingresso all’uscita, animato da tecnologie che offrono differenti modalità di fruizione sensoriale;
- la luce, il cui ruolo primario si manifesta durante tutta l'esperienza: dalla luce ambientale che circonda lo spettatore a quella che permette la fruizione delle immagini;
- le immagini, digitalizzate e manipolate al fine di costruire uno storytelling dall’alto impatto emotivo e sensoriale;
- la colonna sonora, composta di suoni e musica, coprotagonista assieme alla luce del coinvolgimento sentimentale dello spettatore;
- lo spettatore, posto al centro dell'esperienza prima, durante e dopo l'evento attraverso dinamiche partecipative che coinvolgono social media e dispositivi situati.[6]

### Principali tecnologie digitali utilizzate
- Monitor touch screen;
- Tecnologie di video mapping immersivo a 360°;
- Ologrammi;
- Visori di realtà virtuale;
- Applicazioni e occhiali di realtà aumentata.

## Dibattito sulle mostre immersive
Le parole dello storico dell’arte Bruno Di Marino riassumono esaurientemente la posizione di chi guarda con occhio critico a tale format: «Qui si parla [di quelle mostre che] propongono allo spettatore di fare un’esperienza tecnologica, immersiva e interattiva con l’opera d’arte, sostituendo l’oggetto artistico, annullandone l’aura. Il tipo di rapporto che si innesca con il pubblico è di carattere seduttivo, ma anche compartecipativo, dunque l’aspetto positivo è di renderlo attivo, di stimolarlo percettivamente. Il paradosso è che, a fronte di questo guadagno, c’è una perdita, una mancanza e, sicuramente, anche il pericolo di creare confusione. Credo che l’unica mostra multimediale che abbia davvero senso non sia quella che sostituisce in toto le opere (da Caravaggio a van Gogh), ma che semmai crei un’integrazione con esse, permettendone una diversa lettura. Oppure mostre che non si basino su opere, ma su concetti, su temi ecc. In questo caso è l’allestimento stesso a elevarsi a opera, il dispositivo a riacquistare una sua aura e un suo significato».
Inoltre le mostre multimediali vengono criticate per il fatto di trovare la loro ragion d’essere nella massimizzazione dei profitti a monte di un abbattimento dei costi. Difatti, per quanto le tecnologie utilizzate siano effettivamente molto costose, nel nuovo millennio diventa sempre più conveniente affrontare questo tipo di spesa anziché firmare accordi con altri enti museali per ottenere in prestito le opere più famose dei grandi artisti della storia, stipulare gravose assicurazioni, sostenere ingenti spese di trasporto ecc. La logica della mostra experience sembra risiedere nell’esigenza dei musei di far fronte alla carenza di domanda culturale in favore di un aumento della domanda ludica: «Le mostre virtuali basano il loro successo sulla commistione di nuove tecnologie, artisti noti al grande pubblico e un surplus di coinvolgimento emotivo. La tecnologia utilizzata - quella del video mapping immersivo - prevede la possibilità di proiettare riproduzioni anche fuori scala di opere ad altissima risoluzione in stanze semibuie. Questo tipo di intervento mira ad un coinvolgimento primariamente emotivo del fruitore che viene letteralmente inglobato all’interno delle sale dell’esposizione. Le opere si animano sotto gli occhi del pubblico, fluttuano e si muovono a ritmo di musica, in un’operazione che si allontana dall’esperienza del museo per avvicinarsi ad un approccio marcatamente ludico definibile come edutainment».

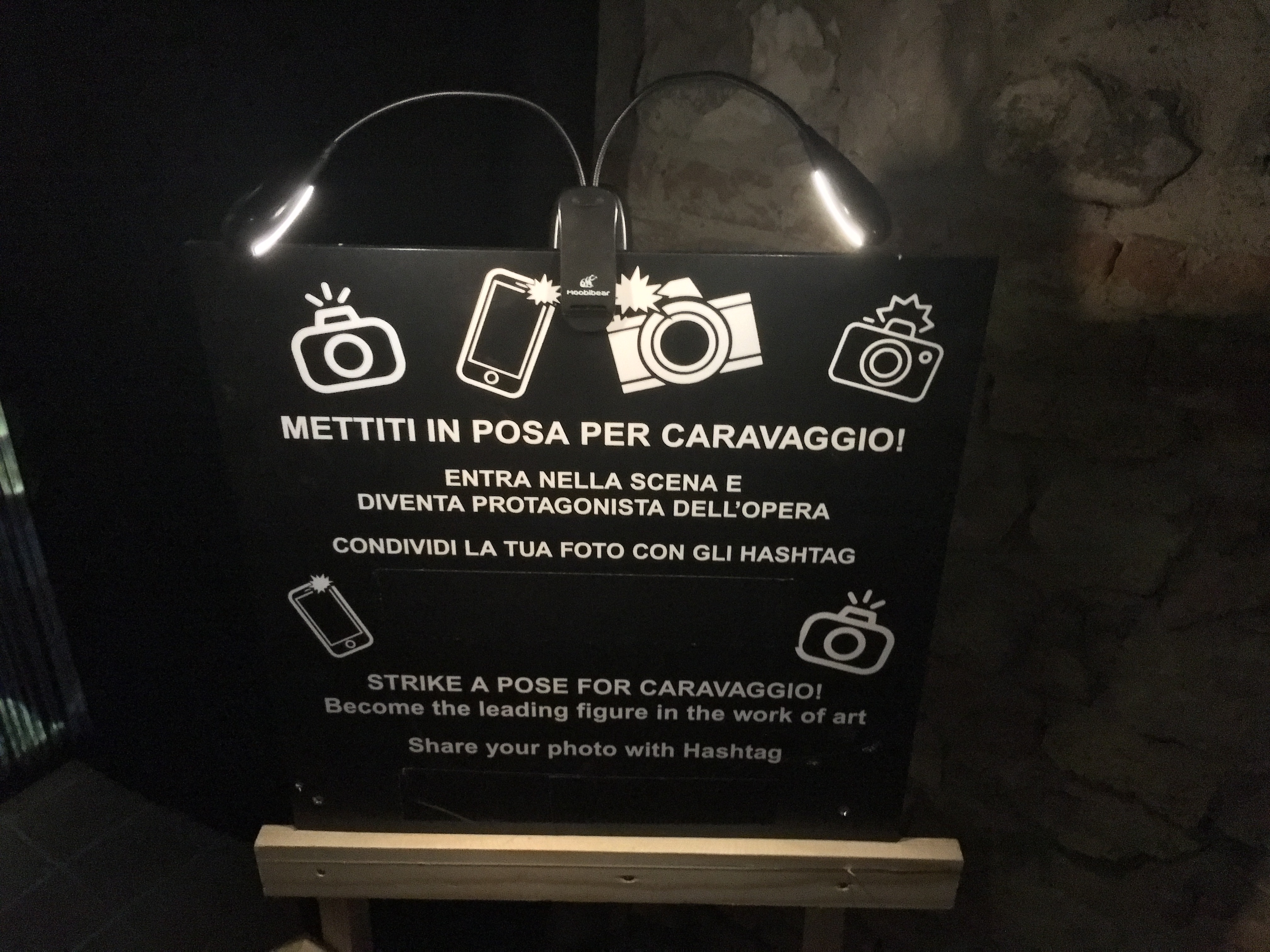
Esempio di partecipazione attiva dello spettatore durante una mostra experience (Caravaggio Experience presso Castello di Desenzano, Desenzano, 2019)

Altri osservatori, al contrario, abbracciano l’introduzione di mezzi tecnici pervasivi nello spazio museale proprio a partire dal radicale mutamento di paradigma che introducono nell’esperienza dello spettatore. Le tecnologie utilizzate reinterpretano immagini iconiche della storia per farne una forma d’arte inedita, soggetta ad una drammaturgia audio-visiva capace di stupire, emozionare, incuriosire e produrre conoscenza. Il dialogo che queste installazioni intrattengono con i social media amplifica la risonanza mediatica della mostra, contribuendo non solo al ritorno economico dell’evento ma anche a porre l’utente al centro dell’esperienza, sovente invitato a scattare dei selfie con i dispositivi e condividerli sulla pagina social del progetto. Esplicative in questo senso le parole dello storico Giordano Bruno Guerri: «Perché organizzare le mostre multimediali? È molto semplice: perché possiamo - e dobbiamo - usare tutti gli strumenti che la tecnologia ci mette a disposizione per conoscere, far conoscere, divulgare, istruire, impreziosire, attirare. Il pubblico è abituato a fruire della multimedialità, e la vive come una cosa normale, se non addirittura dovuta. Può però una mostra multimediale sostituire (o integrare) il rapporto diretto con l’opera d’arte? Sostituire certamente no, se non come un ripiego. Integrare certamente sì. Penso, ad esempio, a quegli occhiali speciali grazie ai quali si possono leggere spiegazioni sull’opera o esaminarne i dettagli. Se il visitatore è in grado di percepire l’opera d’arte in sé, è anche in grado di distinguere le due diverse letture. Se non è in grado, la multimedialità lo aiuta. Grazie a queste mostre, inoltre, qualsiasi esposizione diventa più ricca, più completa, più fruibile, più attraente, e si fornisce un servizio migliore a chi la vede».